# 南越语
南越语，古代岭南地区的南越族人使用的一種或一系列古代語言。
舊有的錯誤观点认为它之后跟其他語言如古代漢語等相互影響演化成粵語、京語、黎語、壮語、侗語、瑤語、畲語、苗語等現代語言。
新的觀點认为瑶語、畲語、苗語是荆蛮语演化而来的，壮語是西瓯语演化而来的，南越语的真正后代应该是壯侗語系下侗台語族的诸语言。例如侗语、水语、仫佬语、翁贝语、标语、佯黄语、毛南语、莫家话、锦家话、傣冈语。操这些语言的人群是南越国（南粵）灭亡以后轶散到各地的。